# Syngonanthus heteropeploides
Syngonanthus heteropeploides là một loài thực vật có hoa trong họ Eriocaulaceae. Loài này được Herzog miêu tả khoa học đầu tiên năm 1931.